# 迭剌部
迭剌部是契丹领袖耶律阿保機的直属部落，起初并非契丹八部之一，後来在其的領導下逐漸強大，並於916年統一了契丹諸部，建立了大契丹國，為大遼國的前身。或为耶律大石在漠北会盟时的尼剌部。
契丹故地的优质牧场多被诸斡鲁朵占有之后，为解决牧场紧张的问题，太宗耶律德光时已开始将部分契丹人外迁。《辽史·卷四·太宗纪》，会同二年十月“上以乌古部水草肥美，诏北、南院徙三石烈户居之”。会同三年八月“诏以谐里河、胪朐河之近地，给赐南院 欧堇突吕、乙斯勃、北院 温纳何剌三石烈人为农田”。中华书局标点本校勘记认为，此三石烈分别是见于《卷三十三·营卫志》的瓯昆、乙习本、斡纳阿剌三石烈（契丹语「石烈」相当于县级）。《卷五十九·食货志》对此事的记载是：“以乌古之地水草丰美，命瓯昆石烈居之，益以海勒水之善地为农田。三年，诏以于谐里河、胪朐河近地，赐南院欧堇突吕、乙斯勃、北院温纳河剌三石烈人。”五院部、六院部共8石烈在太宗会同年间（939、940年），连续迁徙3石烈进入胪朐河流域的乌古部所在地区（今内蒙古呼伦贝尔西部及蒙古国东部一带），并有部分契丹人转而从事农业生产。而迭剌部除一部分北迁胪朐河流域外，統和二十六年（1008年）出使辽朝的北宋使者路振，在《乘轺录》中记载：“西南至山后八军八百余里，南大王、北大王统之，皆耶律氏。控弦之士各万人。”与《营卫志》五院部、六院部皆“镇南境”（即阻卜和黨項交界處）的记载相吻合，证明1008年以前两部已有2万骑兵赴上京以西镇戍。按一户两丁计，至少又有万户以上契丹人自契丹故地向西南迁至倒塌岭一带，可见，契丹本部中石烈最多、人口最多的迭剌部，主体部分已经不在契丹故地了。